# Sony Vision-S
Sony Vision-S – elektryczny samochód osobowy klasy wyższej produkowany przez japońskie przedsiębiorstwo Sony w latach 2020–2022.

## Historia i opis modelu
Podczas wystawy CES Las Vegas w styczniu 2020 roku japoński gigant przemysłu elektroniki użytkowej Sony przedstawił pierwszy w swojej historii samochód osobowy. Pojazd został opracowany w ramach kooperacji koncernów Bosch, Continental, Elektrobit oraz Magna Steyr w celu przedstawienia wizji nowoczesnego, cyfrowego samochodu elektrycznego.
Sony Vision-S przyjęło postać dynamicznie stylizowanego, 4-drzwiowego sedana z sylwetką a la fastback. Nadwozie przyjęło dwukolorowe malowanie, z kolei kokpit zdobi duży ekran biegnący przez całą szerokość deski rozdzielczej. Pojazd wyposażono w 33 czujniki i radary monitorujące obszar dookoła pojazdu, a także system dźwięku 360. Wraz z rozwojem projektu, Sony wyposażyło samochód także w kompleksową łączność z innymi systemami jak Bravia Core i PlayStation. Vision-S wyposażono także w obsługę standardu 5G.

### Sprzedaż
Samochód elektryczny od Sony pierwotnie miał być jedynie demonstracją możliwości technologicznych firmy, mając na celu przedstawienie wizji elektromobilności oraz nowoczesnej interpretacji motoryzacji. Firma w ten sposób nie miała planów związanych z wdrożeniem Vision-S do seryjnej produkcji, jednak te szybko uległy zmianie. Rok po debiucie, w styczniu 2021, ujawniono, że Sony we współpracy z Magna Steyr podjęło się zaawansowanych testów, badając m.in. działanie sensorów do autonomicznej jazdy.
W styczniu 2022 przedstawiony został kolejny etap rozwoju projektu pod nazwą Sony Vision-S 01 wraz z drugim, pokrewnym prototypem SUVa Vision-S 02, do czego ponownie wykorzystano targi technologiczne CES Las Vegas. Producent optymistycznie wyraził się tym razem co do wprowadzenia do produkcji samochodu elektrycznego we współpracy z motoryzacyjnym partnerem, do którego Vision-S stanowi pole do testów technologii. Potwierdziło to powstanie w czerwcu tego samego roku joint-venture Sony Honda Mobility, które w styczniu 2023 przedstawiło rozwinięcie prototypu Sony Vision-S w postaci studium Afeela Prototype mającego tym razem zwiastować produkcyjny model z datą premiery na 2026 rok.

### Dane techniczne
Vision-S napędza układ elektryczny, który tworzą dwa silniki elektryczne rozwijające moc 272 KM. Samochód rozwija 100 km/h w 4,9 sekundy i maksymalnie osiąga prędkość 239 km/h.